# Prova masculina de Rifle 3 posicions 50m als JJOO París 2024
La prova masculina de rifle 3 posicions 50m als Jocs Olímpics de París de 2024 serà la 19a edició de l'esdeveniment masculí en unes Olimpíades. La prova es disputarà entre el 31 de juliol i l'1 d'agost de 2024 al Centre Nacional de Tir, a la ciutat de Chateauroux.
El tirador xinès Zhang Changhong és l'actual campió de la disciplina olímpica després de guanyar la medalla d'or als Jocs Olímpics de Tòquio 2020, per davant del rus Sergey Kamenskiy i del serbi Milenko Sebic, qui van guanyar la medalla de plata i bronze respectivament.
L'equip dels Estats Units és la selecció que més medalles ha guanyat amb 3 medalles d'or, 5 de plata i 1 de bronze, en les 18 edicions que la prova masculina de rifle 3 posicions de 50m ha estat present als Jocs Olímpics. L'italià Niccolo Campriani i el britànic Malcolm Cooper són els tiradors més guardonats en la història de l'esdeveniment amb dues medalles d'or cadascun.

## Format
Els tiradors classificats s'han reduït dels 39 que hi va haver a Tòquio, als 28 que hi haurà en aquesta edició.
La competició començarà amb la fase de classificació, on participaran els 28 tiradors classificats. Tots ells, dispararan 60 trets, 20 en cadascuna de les 3 posicions (estirats, de genolls i dempeus). Els 8 atletes amb la puntuació més alta, passaran a la final, que consistirà de dues fases: la fase eliminatòria i la Medal Match (partida per la medalla). En la fase eliminatòria, els 8 atletes començaran des de 0 i hauran de disparar 30 trets cadascun (10 en cada una de les tres posicions). Un cop finalitzada la ronda, estaran decidides la 7a i 8a posició. Després d'una nova sèrie de 5 trets (en posició dempeus), es decidiran la 5a i la 6a posició. De nou, una nova sèrie de 5 trets (en posició dempeus), decidirà la medalla de bronze i la 4a posició. Finalment hi haurà la partida per la medalla, on els dos atletes finalistes tornaran a començar de zero i dispararan un tret en posició dempeus. Cada tret encertat seran dos punts (si empaten en una ronda tindran un punt cadascun) i guanyarà la medalla d'or el primer que arribi als 16 punts.

## Classificació
França, com a país amfitrió ja té assignada una plaça a la prova. Les 2 places següents es van assignar en el Campionat d'Europa d'esdeveniments de 25 i 50m i les 4 places següents en el Campionat del Món de Rifle i Pistola de 2022. A partir d'aquí, les places s'assignaran en diferents tornejos i proves a nivell continental o mundial, que es disputaran entre el 2023 i el 9 de juny de 2024. Finalment entre els tiradors que encara no estiguin classificats, s'assignarà una plaça segons el rànquing mundial olímpic ISSF i la última plaça, segons el criteri de places universals, per garantir la diversitat dels participants. Cal tenir en compte que cada país, podrà tenir com a màxim dos competidors a la prova.
| Esdeveniment                         | Data                         | Seu              | Places | País         | Atleta                          |
| ------------------------------------ | ---------------------------- | ---------------- | ------ | ------------ | ------------------------------- |
| País amfitrió                        | -                            | -                | 1      | França       |                                 |
| Campionat d'Europa de 25m & 50m      | 5 - 18 setembre 2022         | Breslau          | 2      | Noruega      | Jon-Hermann Hegg                |
| Campionat d'Europa de 25m & 50m      | 5 - 18 setembre 2022         | Breslau          | 2      | Txèquia      | Petr Nymbursky                  |
| Campionat del Món de Rifle & Pistola | 12 - 25 octubre 2022         | Caire            | 4      | Ucraïna      | Serhiy Kulish                   |
| Campionat del Món de Rifle & Pistola | 12 - 25 octubre 2022         | Caire            | 4      | Polònia      | Tomasz Bartnik                  |
| Campionat del Món de Rifle & Pistola | 12 - 25 octubre 2022         | Caire            | 4      | Índia        | Swapnil Kusale                  |
| Campionat del Món de Rifle & Pistola | 12 - 25 octubre 2022         | Caire            | 4      | Xina         | Liu Yukun                       |
| Campionat de les Amèriques           | 6 - 13 novembre 2022         | Lima             | 1      | Estats Units | Ivan Roe                        |
| Jocs Europeus                        | 21 juny - 2 juliol 2023      | Cracòvia         | 1      | Hongria      | Zalán Pekler                    |
| Campionat del Món de Tir             | 14 - 31 agost 2023           | Bakú             | 4      | Àustria      | Alexander Schmirl               |
| Campionat del Món de Tir             | 14 - 31 agost 2023           | Bakú             | 4      | Índia        | Akhil Sheoran                   |
| Campionat del Món de Tir             | 14 - 31 agost 2023           | Bakú             | 4      | Suïssa       | Cristoph Duerr                  |
| Campionat del Món de Tir             | 14 - 31 agost 2023           | Bakú             | 4      | Finlàndia    | Aleksi Leppa                    |
| Campionat d'Àfrica de Tir            | 1 - 10 octubre 2023          | Caire            | 1      | Egipte       | Ibrahim Ahmad Mohammad Korayiem |
| Jocs Panamericans                    | 20 octubre - 5 novembre 2023 | Santiago de Xile | 1      | Mèxic        | Carlos Quezada                  |
| Campionat d'Àsia de Tir              | 22 octubre - 2 novembre 2023 | Changwon         | 2      | Xina         | Tian Jiaming                    |
| Campionat d'Àsia de Tir              | 22 octubre - 2 novembre 2023 | Changwon         | 2      | Kazakhstan   | Konstantin Malinovskiy          |
| Campionat d'Oceania de Tir           | 30 octubre - 6 novembre 2023 | Brisbane         | 2      | Austràlia    | Dane Sampson                    |
| Campionat d'Oceania de Tir           | 30 octubre - 6 novembre 2023 | Brisbane         | 2      | Nova Zelanda | Shaun Harold Jeffrey            |
| Campionat d'Àsia de Rifle & Pistola  | 5 - 18 gener 2024            | Jakarta          | 2      | Tailàndia    | Thongphaphum Vongsukdee         |
| Campionat d'Àsia de Rifle & Pistola  | 5 - 18 gener 2024            | Jakarta          | 2      | Mongòlia     | Nyantain Bayaraa                |
| Campionat de les Amèriques           | 31 març - 7 abril 2024       | Buenos Aires     | 1      |              |                                 |
| Campionat d'Europa de 25m & 50m      | Abril - maig 2024            | Osijek           | 2      |              |                                 |
| Campionat d'Europa de 25m & 50m      | Abril - maig 2024            | Osijek           | 2      |              |                                 |
| Campionat de classificació           | 11 - 19 abril 2024           | Rio de Janeiro   | 2      |              |                                 |
| Campionat de classificació           | 11 - 19 abril 2024           | Rio de Janeiro   | 2      |              |                                 |
| Rànquing mundial olímpic             | 9 juny 2024                  |                  | 1      |              |                                 |
| Plaça universal                      |                              |                  | 1      |              |                                 |

## Medaller històric
| Posició | País                | 1 | 2 | 3 | Total |
| ------- | ------------------- | - | - | - | ----- |
| 1       | Estats Units        | 3 | 5 | 1 | 9     |
| 2       | Unió Soviètica      | 3 | 1 | 3 | 7     |
| 3       | Xina                | 3 | 0 | 0 | 3     |
| 4       | Gran Bretanya       | 2 | 1 | 1 | 4     |
| 5       | Itàlia              | 2 | 0 | 0 | 2     |
| 6       | França              | 1 | 0 | 1 | 2     |
| 6       | Noruega             | 1 | 0 | 1 | 1     |
| 6       | Eslovènia           | 1 | 0 | 1 | 2     |
| 9       | Alemanya Occidental | 1 | 0 | 0 | 1     |
| 9       | Equip unificat      | 1 | 0 | 0 | 1     |
| 11      | Rússia              | 0 | 2 | 0 | 2     |
| 11      | Finlàndia           | 0 | 2 | 0 | 1     |
| 13      | Alemanya de l'Est   | 0 | 1 | 2 | 3     |
| 14      | Corea del Sud       | 0 | 1 | 0 | 1     |
| 14      | Ucraïna             | 0 | 1 | 0 | 1     |
| 14      | Kazakhstan          | 0 | 1 | 0 | 1     |
| 14      | Suïssa              | 0 | 1 | 0 | 1     |
| 14      | Bulgària            | 0 | 1 | 0 | 1     |
| 14      | Txecoslovàquia      | 0 | 1 | 0 | 1     |
| 20      | Àustria             | 0 | 0 | 2 | 2     |
| 20      | Suècia              | 0 | 0 | 2 | 2     |
| 22      | Sèrbia              | 0 | 0 | 1 | 1     |
| 22      | Japó                | 0 | 0 | 1 | 1     |
| 22      | Hongria             | 0 | 0 | 1 | 1     |
| 22      | Alemanya            | 0 | 0 | 1 | 1     |